# Міколайки (місто)
Мікола́йкі (пол. Mikołajki, нім. Nikolaiken) — місто в північно-східній Польщі, над озером Тальти.
Належить до Мронговського повіту Вармінсько-Мазурського воєводства.

## Відомі уродженці
- Рудольф Герке (1884 — 1947) — німецький воєначальник часів Третього Рейху, генерал від інфантерії (1942), начальник військово-транспортної служби Верховного командування Вермахту.

## Демографія
Демографічна структура станом на 31 березня 2011 року:
|          | Загалом | Допрацездатний вік | Працездатний вік | Постпрацездатний вік |
| -------- | ------- | ------------------ | ---------------- | -------------------- |
| Чоловіки | 1881    | 342                | 1364             | 175                  |
| Жінки    | 2087    | 334                | 1261             | 492                  |
| Разом    | 3968    | 676                | 2625             | 667                  |